# Sinfonia D 2B (Schubert)
La Sinfonia in Re maggiore D 2B (ex D997) è un'opera incompiuta di Franz Schubert di cui rimangono soltanto 30 battute del primo movimento. Lo schizzo include l'intera introduzione lenta, Adagio, e il primo tema Allegro con moto prima di interrompersi.

## Storia
È una delle sei sinfonie incompiute di Schubert. Fu iniziata nel 1811, quando Schubert aveva quattordici anni, mentre si trovava come studente all'Imperial Regio Convitto. Dopo la sua prima composizione, la Fantasia in Sol maggiore per pianoforte a quattro mani D 1 del 1810, si cimentò in altri generi musicali; non è chiaro esattamente quanto iniziò a scrivere i primi abbozzi della sinfonia e quando abbandonò la composizione (nonostante il fatto che sarebbe vissuto altri diciassette anni). La sua strumentazione è per l'orchestra standard iniziale schubertiana e classica, con l'aggiunta dei tromboni.

## Organico
Due flauti, due oboi, due clarinetti, due fagotti, due corni, due trombe, tre tromboni, archi.

## Analisi musicale
Uno studioso autorevole di Schubert, il direttore e compositore Brian Newbould, suggerisce che il pezzo sia stato modellato sulla seconda sinfonia di Ludwig van Beethoven. Nonostante la seconda di Beethoven non comprenda il trombone, Schubert inserì questo strumento nel lavoro incompleto. Newbould afferma che la presenza di tromboni non si adatta bene allo stile orchestrale del primo Schubert e osserva che «non hanno nulla di speciale a cui contribuire, né il giovane Schubert era sicuro di come annotare la loro parte... Forse stava semplicemente obbedendo a uno di quei testardi impulsi che spingono i giovani a correre prima che possano camminare» Tuttavia il modo in cui Schubert usa i tromboni nella D 2B indica che sapeva già quale fosse la loro funzione in un'orchestra classica.
Audio playback is not supported in your browser. You can download the audio file.